# Mateo Carmona
Mateo Carmona García (Medellín, Colombia; 23 de diciembre de 2001) es un deportista colombiano que compite en ciclismo en la modalidad de BMX carrera. Participó en los Juegos Olímpicos de París 2024.